# Cantonul Luzy
Cantonul Luzy este un canton din arondismentul Château-Chinon (Ville), departamentul Nièvre, regiunea Burgundia, Franța.

## Comune
| Comune           | Populație (1999) | Cod poștal | Cod INSEE |
| ---------------- | ---------------- | ---------- | --------- |
| Avrée            | 93               | 58170      | 58019     |
| Chiddes          | 334              | 58170      | 58074     |
| Fléty            | 139              | 58170      | 58114     |
| Lanty            | 121              | 58250      | 58139     |
| Larochemillay    | 297              | 58370      | 58140     |
| Luzy             | 2 054            | 58170      | 58149     |
| Millay           | 454              | 58170      | 58168     |
| Poil             | 156              | 58170      | 58211     |
| Rémilly          | 179              | 58250      | 58221     |
| Savigny-Poil-Fol | 133              | 58170      | 58274     |
| Sémelay          | 263              | 58360      | 58276     |
| Tazilly          | 254              | 58170      | 58287     |